# Sillingy
Sillingy település Franciaországban, Haute-Savoie megyében. Lakosainak száma 5652 fő (2022. január 1.). Sillingy La Balme-de-Sillingy, Chilly, Épagny-Metz-Tessy, Mésigny, Nonglard, Poisy, Thusy és Vaulx községekkel határos.

## Népesség
A település népessége az elmúlt években az alábbi módon változott:
| Lakosok száma | 4819 | 5045 | 5273 | 5245 | 5348 | 5365 | 5480 | 5453 | 5652 |
|               | 2013 | 2015 | 2016 | 2017 | 2018 | 2019 | 2020 | 2021 | 2022 |